# Lenduplateau

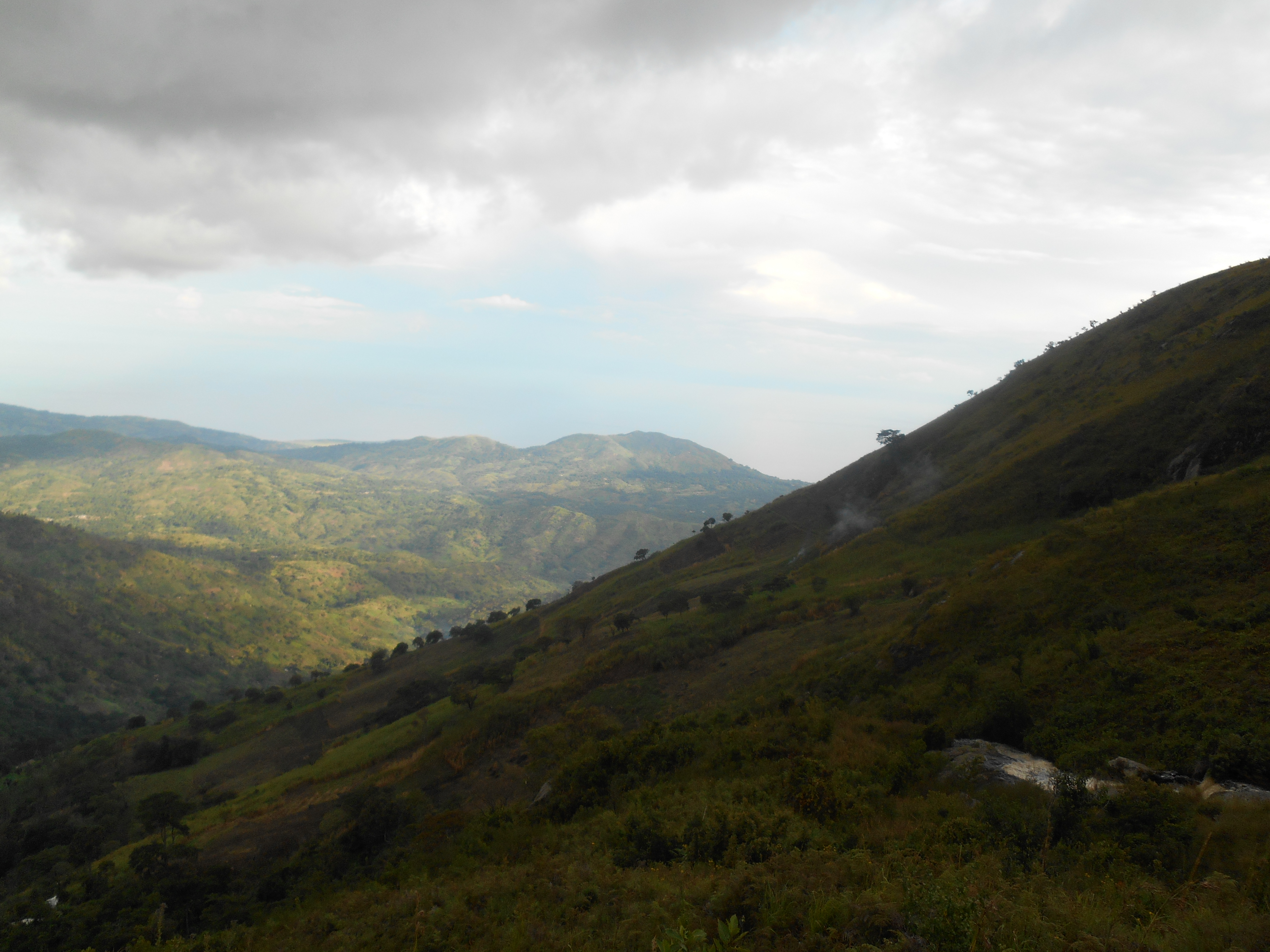
Heuvellandschap nabij Djugu

Het Lenduplateau is een hooggelegen gebied in de provincie Ituri in het noordoosten van Congo-Kinshasa, gelegen aan de noordwestkant van het Albertmeer. Het Lenduplateau is ongeveer een rechthoek van 80 kilometer lang en 50 kilometer breed, met een lengteas in de richting van zuidwest naar noordoost. De noordoostelijke rand van het plateau valt ongeveer samen met de grens tussen Congo-Kinshasa en Oeganda. De hoogte van het plateau varieert meestal tussen 1700 en 2000 meter. Het stijgt naar het oosten tot een reeks kegelvormige bergen, waarvan de berg Aboro (2455 m) de hoogste is.

## Flora en fauna
Het Lenduplateau is het meest noordelijke deel van de ecoregio montane bossen van het Albertine Rift. Het plateau is voornamelijk met gras begroeid. Er zijn betrekkelijk weinig bomen, behalve soorten uit het geslacht Erythrina. In vroegere tijden kwamen op sommige locaties stukken bergbos voor, vooral boven de 1500 meter en op de hogere bergen, maar deze zijn grotendeels vernietigd. Het bos bij Djugu, in de vallei van de rivier de Nizi, is waarschijnlijk de belangrijkste overgebleven plek.
In het gebied komen enkele vogelsoorten voor. De Chapins vliegenvanger werd oorspronkelijk ontdekt in bergbossen in de buurt van Djugu. De ondersoort Sylvietta leucophrys chapini komt alleen in dit gebied voor. Andere vogelsoorten die van belang zijn, zijn de Prigogines buulbuul en de Bedfords paradijsmonarch. Verder kent dit gebied nog een endemische klauwkikkersoort, de Xenopus lenduensis.